# Scandalul din fotbal (2005)
Scandalul din fotbal din anul 2005 a fost unul dintre cele mai mari scandaluri sportive din  Bundesliga, Germania. Acesta a constat prin mituirea unor fotbaliști, antrenori și arbitri de fotbal. Scopul era obținerea unor venituri ilicite prin pariuri sportive, rezultatul unor meciuri fiind influențat de fotbaliști, funcționari sau arbitri corupți. Afacerile depistate au început deja din sezonul fotbalistic 1970 - 1971.